# اسلام جمال (بازیکن فوتبال)
اسلام جمال (عربی: إسلام جمال؛ زادهٔ ۱۱ ژانویهٔ ۱۹۸۹) یک بازیکن فوتبال اهل مصر است.

## باشگاهی
از باشگاه‌هایی که در آن بازی کرده‌است می‌توان به باشگاه ورزشی اسماعیلی و باشگاه ورزشی زمالک اشاره کرد.

## تیم ملی
وی همچنین در تیم ملی فوتبال مصر بازی کرده است.